# Rain man
Rain man (títol original en anglès: Rain Man) és una pel·lícula de Barry Levinson, estrenada el 1988, guanyadora de 4 oscars. El personatge de Raymond Babbitt està inspirat en el savant Kim Peek. Aquesta pel·lícula ha estat doblada al català.

## Argument
El jove Charlie Babbitt (Tom Cruise), un jove egoista que espera heretar una fortuna del seu difunt pare, s'assabenta que el beneficiari serà el seu desconegut germà Raymond (Dustin Hoffman), un home amb una habilitat especial per a certs temes relacionat amb la memòria i els números. Al principi i desconcertat pels seus comportaments, Charlie arriba a conèixer el seu germà durant un viatge junts travessant els Estats Units, descobrint que malgrat les seves manies insuportables, Raymond és un geni del càlcul.

## Repartiment
- Dustin Hoffman: Raymond Babbitt
- Tom Cruise: Charlie Babbitt
- Valeria Golino: Susanna
- Gerald R. Molen: Dr. Bruner
- Jack Murdock: John Mooney
- Michael D. Roberts: Vern
- Ralph Seymour: Lenny
- Lucinda Jenney: Iris
- Bonnie Hunt: Sally Dibbs
- Kim Robillard: Doctor

## Música original[calcitació]
- Iko Iko, interpretat per The Belle Stars
- Scatterlings of Africa, interpretat per Johnny Clegg i Savuka
- Dry Bones, interpretat per The Delta Rhythm Boys
- At Last, interpretat per Etta James
- Lonely Avenue, interpretat per Ian Gillan i Roger Glover
- Nathan Jones, interpretat per Bananarama
- Stardust, interpretat per Rob Wasserman i Aaron Neville
- Beyond the Blue Horizon, interpretat per Lou Christie
- I Saw Her Standing There, composta per John Lennon i Paul McCartney
- Please Love Me Forever, interpretat per Tommy Edwards
- Lonely Women Make Good Lovers, interpretat per Bob Luman
- Wishful Thinking, interpretat per Jocko Marcellino
- Lovin' Ain't So Hard, interpretat per Jocko Marcellino

## Premis i nominacions[calcitació]

### Premis
- 1989: Oscar a la millor pel·lícula
- 1989: Oscar al millor director per Barry Levinson
- 1989: Oscar al millor actor per Dustin Hoffman
- 1989: Oscar al millor guió original per Ronald Bass i Barry Morrow
- 1989: Globus d'Or a la millor pel·lícula dramàtica
- 1989: Globus d'Or al millor actor dramàtic per Dustin Hoffman
- 1989: Os d'Or al Festival Internacional de Cinema de Berlín

### Nominacions
- 1989: Oscar a la millor direcció artística per Ida Random i Linda DeScenna
- 1989: Oscar a la millor fotografia per John Seale
- 1989: Oscar al millor muntatge per Stu Linder
- 1989: Oscar a la millor banda sonora per Hans Zimmer
- 1989: Globus d'Or al millor director per Barry Levinson
- 1989: Globus d'Or al millor guió per Ronald Bass i Barry Morrow
- 1990: BAFTA al millor actor per Dustin Hoffman
- 1990: BAFTA al millor muntatge per Stu Linder
- 1990: BAFTA al millor guió original per Ronald Bass i Barry Morrow
- 1990: César a la millor pel·lícula estrangera